# Rugiloricus
Rugiloricus es un género de organismos marinos de la familia Pliciloricidae del phylum Loricifera descritos por Higgins & Kristensen, 1986.

## Especies del género
- Rugiloricus carolinensis Higgins & Kristensen, 1986[2]
- Rugiloricus bacatus Heiner, 2008[3]
- Rugiloricus cauliculus Higgins & Kristensen, 1986[2]
- Rugiloricus doliolius Gad, 2005[2]
- Rugiloricus manuelae Pardos & Kristensen, 2013[4]
- Rugiloricus ornatus Higgins & Kristensen, 1986[2]
- Rugiloricus polaris Gad & Arbizu, 2005[2]
- Rugiloricus renaudae Kristensen, Neves & Gad, 2013[5]